# Sittard
Sittard (niz. Sittard, limburški: Zitterd, Zittert), grad u Nizozemskoj. Nalazi se u najjužnijoj nizozemskoj dijelu pokrajine Limburga, COROP-ovo područje Južni Limburg, općina Sittard-Geleen. Pozivni broj je 046. 1. siječnja 2011. u Sittardu je živjelo 37.730 stanovnika.

## Kultura
Sjedište Karmelićanki Božanskog Srca Isusova.

## Školstvo
Visoka škola Zuyd u Maastrichtu (Hogeschool Zuyd) ima katedru u Sittardu i Heerlenu.

## Ekonomija
- Europsko sjedište saudijske tvrtke SABIC.
- Veliki ured DSM-a.

## Šport
- Sporting Limburg, nogometni klub
- Fortuna Sittard, nogometni klub
- HV Sittardia, rukometni klub
- Kennedyjev marš, najveći marš u Nizozemskoj, počinje i završava u Sittardu
- RKSV Sittardia, rukometni klub

## Poznate osobe
- Eddy Beugels, biciklist
- Rens Blom, atletičar
- Mike van Diem, filmski redatelj
- Jo Erens, pjevač
- Toon Hermans, komičar
- Wim Hof, ekstremni športaš
- Francine Houben, arhitekt, Mecanoo
- Jan Nolten, biciklist
- Jan Notermans, nogometaš
- Huub Stevens, nogometaš
- Arnold Vanderlyde, boksač
- Joost Zweegers, pjevač i klavirist u Novastaru
- Laurence Stassen, političar (VNL)

## Gradovi prijatelji
- Valjevo
- Hasselt

## Dijalekt
Sittardski dijalekt je posebna inačica limburškog jezika.

## Ostalo
- Vansittart, prezime izvedeno od Sittarda

## Vanjske poveznice
- Website van het stadsarchief van de gemeente  Arhivirana inačica izvorne stranice od 18. listopada 2018. (Wayback Machine) (niz.)
- Website van de gemeente (niz.)
- Sjtichting Historie Zittert (lim.)